# Pacte Segni
 (avril 2018).
Le Pacte de renaissance nationale, ou pacte Segni, est un mouvement politique italien, de tendance libérale, centriste et démocrate-chrétienne, actif entre novembre 1993 et juin 2003. Il doit son nom à son fondateur, Mario Segni, ancien secrétaire d'État à l'Agriculture dans les gouvernements Bettino Craxi II et Amintore Fanfani VI.

## Histoire

### Origine
Le Pacte de renaissance nationale est fondé par Mariotto Segni (né le 16 mai 1939, à Sassari) le 5 novembre 1993, à la suite d'une scission de l'Alliance démocrate (AD). Il s'appuie sur le mouvement des Populistes pour la réforme, issu de la Démocratie chrétienne et formé le 31 juillet 1992 afin de promouvoir le référendum sur la modification du système électoral, demandant le remplacement du scrutin proportionnel par le scrutin majoritaire. Les Populistes pour la réforme fusionnent ultérieurement avec l'AD.

### Au centre, lors des élections de 1994
Pour les élections générales des 27 et 28 mars 1994, le parti subit deux mini-scissions : la première, à la veille du scrutin, donné naissance au Pôle libéral démocratique, une formation favorable à des accords avec le Pôle des libertés ; l'autre, immédiatement après le vote, voit la création de la Fondation libérale démocratique, formée par deux membres du parti (Alberto Michelini et Giulio Tremonti) qui votent la confiance au premier gouvernement Berlusconi (Tremonti est nommé ministre des finances). Ces deux mouvements rejoignent Forza Italia en 1996.
Par ailleurs, le Pacte Segni, allié, pour les élections de 1994, avec le Parti populaire italien (PPI), dirigé par son secrétaire Mino Martinazzoli, accueille en son sein d'autres petits partis et mouvements : l'Union libérale démocratique (Valerio Zanone, Pietro Milio et Luigi Compagna), et le Parti républicain italien (Giorgio La Malfa, Alberto Zorzoli, Vittorio Dotti, Danilo Poggiolini et Carla Mazzuca), ainsi que des groupes ex-socialistes (Giulio Tremonti et Claudio Nicolini), et sociaux-démocrates (Enrico Ferri, Sandro Principe, Luigi Covatta, Andrea Cavicchioli et Gian Franco Schietroma), soutenus par Giuliano Amato.
Le Pacte crée, avec le PPI, une coalition centriste, le Pacte pour l'Italie, conçu comme une solution de rechange à la gauche (progressistes d’Achille Occhetto) et au pôle de droite (Pôle des libertés et Pôle du bon gouvernement) dirigé par Silvio Berlusconi. Mario Segni est son candidat au poste de Premier Ministre. Nombre d'anciens démocrates-chrétiens, comme Mario Segni lui-même, sont candidats pour le Pacte (Gianni Rivera, Alberto Michelini, Elisabetta Gardini, Michele Cossa, Livio Filippi, Vincenzo Viola, etc.).
Les principaux membres du mouvement sont Diego Masi (qui, en 1995, est également candidat, pour le centre, à la présidence de la région Lombardie), Gianni Rivera, Carla Mazzuca, Elisa Pozza Tasca et Danilo Poggiolini (ce dernier est élu au Parlement européen).
Le parti obtient 4,68 % des suffrages (1 811 814 voix) dans la part proportionnelle du scrutin et un nombre restreint de députés (13). Aucun député n'est élu dans une circonscriptions au scrutin majoritaire (les quatre députés du Pacte pour l'Italie élus au scrutin majoritaire, Gianfranco Rotondi, Antonio Valiante et Mario Pepe en Campanie et Giampiero Scanu en Sardaigne, sont membres du PPI). Le Pacte pour l'Italie recueille 6 019 038 voix (15,63 %) au scrutin majoritaire pour la Chambre, et 5 526 090 voix (16,69 %) à l'élection sénatoriale. Il obtient 31 sièges au Sénat.

### 1995, le choix du centre-gauche et de l'Olivier
Après la chute du premier gouvernement Berlusconi, le Pacte apporte son soutien au gouvernement dirigé par Lamberto Dini (1995-1996). En 1995, le Pacte considère favorablement une ligne de centre gauche, en appuyant la nouvelle coalition de l'Olivier et Romano Prodi. En novembre 1995, le secrétaire national à la jeunesse, Gian Piero Ventura, crée, à Florence, les "Jeunes pour l'Olivier" avec Romano Prodi et Walter Veltroni. À l'occasion des élections régionales, le mouvement se fédère avec les Socialistes italiens d'Enrico Boselli et l'Alliance démocratique de Willer Bordon, donnant naissance au Pacte des démocrates. Ce dernier obtient entre 3 % et 6 % des suffrages, les meilleurs résultats étant enregistrés dans les Abruzzes (6,7 %) et le Molise (9,2 %).
Plus tard, cependant, Segni prend ses distances avec le projet de l'Olivier, qu'il conçoit comme une formation politique du centre, alliée à la gauche (représentée par le Parti démocrate de gauche), et non pas comme une coalition large de centre-gauche.

### Les élections législatives de 1996 avec le Renouveau italien
Aux élections générales italiennes de 1996, le Pacte Segni se présente en coalition avec d'autres mouvements centristes, libéraux-démocrates, chrétiens-démocrates et réformateurs. Pour les élections au scrutin proportionnel, il participe aux listes du Renouveau italien, dirigé par Lamberto Dini, avec les Socialistes italiens et le Mouvement italien démocratique, surnommé la « néo-démocratie-chrétienne ». Pour les scrutins à la majorité, il est membre de l'alliance de l'Olivier. Le dirigeant du Pacte, Segni, a toutefois choisi de ne pas être à nouveau candidat et de se consacrer à son travail de professeur d'université. Sont élus cinq députés, qui adhéraient initialement au groupe de Dini (Diego Masi, Gianni Rivera, Elisa Pozza Tasca, Joseph Bicocchi et Ernesto Stajano) et une sénatrice : Carla Mazzuca.

### La rupture avec le centre-gauche et le virage au centre-droit
Cependant, en 1998, le mouvement reprend son autonomie par rapport au Renouveau italien et au centre-gauche, mais il a perdu plusieurs députés et sénateurs. Elisa Pozza Tasca, Danilo Poggiolini, Carla Mazzuca, Livio Filippi et Vincenzo Viola rejoignent Les Démocrates.Ceux qui restent se détachent du groupe de Dini. Le mouvement adhère tout d'abord à l'Union démocratique pour la république (UDR) de Francesco Cossiga et Clemente Mastella, attirant des Radicaux transfuges de Forza Italia (Marco Taradash et Giuseppe Calderisi), puis, avec les deux derniers députés qui lui restent (Diego Masi et Giuseppe Bicocchi), se rapproche du centre-droit d'opposition.

### 1999: le référendum électoral et l'Eléphanteau
Le Pacte revient sur la scène politique en 1999, quand il propose un référendum pour abolir la part proportionnelle de 25 % des sièges à la Chambre, qui existait (jusqu'à la nouvelle loi électorale de décembre 2005) dans le système électoral italien. Le projet prévoit aussi l'élection directe du Premier Ministre par le corps électoral. Le Oui l'emporte, avec plus de 21 millions de suffrages, mais il manque 150 000 voix pour que le quorum soit atteint.
La même année, lors des élections européennes, le Pacte conclut une entente avec l'Alliance nationale, avec laquelle il présente des listes communes (sous la bannière d'un petit éléphant, référence explicite au Parti républicain américain), appelées, pour l'occasion, l'Éléphanteau. Après le mauvais résultat électoral (10 % des suffrages), ce partenariat n'est pas poursuivi. Mariotto Segni, cependant, est élu au Parlement européen, dans la circonscription V (Italie insulaire, regroupant Sardaigne et Sicile). Entre 1999 et 2004, il siège au sein du groupe Union pour l'Europe des nations.

### Les élections générales de 2001
Aux élections générales de 2001, le parti ne présente pas de candidats. Cependant, un député du mouvement (Michele Cossa) est élu en Sardaigne, dans la circonscription de Cagliari, sous la bannière du mouvement des Réformateurs sardes, la section régionale du parti, avec le soutien de toute la coalition de centre droit, la Maison des libertés.
Le Pacte, bien que son unique député soutienne le gouvernement Berlusconi, retrouve une position autonome par rapport aux blocs de droite et de gauche.

### La fin du Pacte Segni
Le Pacte est restructuré en juin 2003, donnant naissance au Pacte des libéraux-démocrates (“Le Pacte - Parti des libéraux-démocrates”).
Lors des élections européennes de 2004, il reçoit l'adhésion de Carlo Scognamiglio, ancien président du Sénat, et se présente sous le nom de Pacte Segni-Scognamiglio. La cuisante défaite qu'il subit (seulement 172 556 voix, soit 0,53 % des suffrages et aucun élu) n'empêche pas Segni et Scognamiglio de continuer à cultiver l'idée d'un Parti libéral-démocrate et modéré, solution de rechange à la gauche, mais qui ne soit pas Forza Italia.
En 2006, le Pacte des libéraux-démocrates est allié avec l'Union des démocrates chrétiens et du centre (UDC), dans la Maison des libertés. Il obtient l'élection au Sénat du dirigeant des Réformateurs sardes, Massimo Fantola.

## Résultats électoraux
| Année | Assemblée                           | Suffrages                                                         | %      | Élus |
| ----- | ----------------------------------- | ----------------------------------------------------------------- | ------ | ---- |
| 1994  | Chambre Sénat                       | 1 811 814 Membre du Pacte pour l'Italie                           | 4,68 - | 13 - |
| 1996  | Chambre Sénat                       | Membre de la Liste Dini Membre de l'Olivier                       | -      | 9 2  |
| 2001  | Chambre - scrutin majoritaire Sénat | Membre de la Maison des libertés Membre de la Maison des libertés | -      | 2 1  |
| 2006  | Chambre Sénat                       | Membre de l'UDC Membre de l'UDC                                   | -      | - 1  |

| Année                           | Suffrages               | %    | Élus |
| ------------------------------- | ----------------------- | ---- | ---- |
| 1994                            | 1 073 424               | 3,26 | 3    |
| 1999                            | Membre de l'Eléphanteau | -    | 1    |
| 2004 (Pacte Segni-Scognamiglio) | 172 327                 | 0,53 | -    |